# Eleição municipal de Mossoró em 2008
A eleição municipal na cidade brasileira de Mossoró em 2004 ocorreu em 5 de outubro de 2008. A prefeita era Fafá Rosado, do DEM, que terminaria seu mandato em 1 de janeiro de 2009. Fafá Rosado, do PFL, foi eleita prefeita de Mossoró para o seu segundo mandato.

## Candidatos
|  | Nº | Candidato(a) a prefeito | Candidato(a) a prefeito                                         | Candidato(a) a vice-prefeito | Candidato(a) a vice-prefeito                               | Coligação |
|  | -- | ----------------------- | --------------------------------------------------------------- | ---------------------------- | ---------------------------------------------------------- | --- |
|  | 22 |                         | Renato Fernandes (PR) Renato Fernandes da Silva                 |                              | Gutemberg Dias (PCdoB) Gutemberg Henrique Dias             | Inova Mossoró - Partido da República (PR) - Partido Comunista do Brasil (PCdoB) - Partido Trabalhista Cristão (PTC) |
|  | 25 |                         | Fafá Rosado (DEM) Maria de Fátima Rosado Nogueira               |                              | Ruth Ciarlini (DEM) Ruth Alaíde Escossia Ciarlini Medeiros | Força do Povo - Democratas (DEM) - Partido Democrático Trabalhista (PDT) - Partido Trabalhista Brasileiro (PTB) - Partido do Movimento Democrático Brasileiro (PMDB) - Partido Social Liberal (PSL) - Partido Social Cristão (PSC) - Partido Popular Socialista (PPS) - Partido Social Democrata Cristão (PSDC) - Partido Humanista da Solidariedade (PHS) - Partido Verde (PV) - Partido Republicano Progressista (PRP) - Partido Trabalhista do Brasil (PTdoB) |
|  | 28 |                         | Heró Bezerra (PRTB) Heronildes Bezerra da Silva                 |                              | Marquinhos Peregrino (PRTB) Marco Antonio Peregrino Silva  | Sem coligação - Partido Renovador Trabalhista Brasileiro (PRTB) |
|  | 40 |                         | Larissa Rosado (PSB) Larissa Daniela da Escóssia Rosado Andrade |                              | Tércio Pereira (PT) Tércio Pereira de Souza                | Mossoró pra Você - Partido Socialista Brasileiro (PSB) - Partido dos Trabalhadores (PT) - Partido Progressista (PP) - Partido Republicano Brasileiro (PRB) - Partido Comunista Brasileiro (PCB) - Partido da Mobilização Nacional (PMN) - Partido da Social Democracia Brasileira (PSDB) |

## Resultado da eleição para prefeito
| Fafá Rosado (DEM)       | Ruth Ciarlini (DEM)         | 65.329  | 53,01%  |
| Larissa Rosado (PSB)    | Tércio Pereira (PT)         | 46.149  | 37,44%  |
| Renato Fernandes (PR)   | Gutemberg Dias (PCdoB)      | 11.306  | 9,17%   |
| Heró Bezerra (PRTB)     | Marquinhos Peregrino (PRTB) | 464     | 0,38%   |
| Total de votos válidos  | Total de votos válidos      | 123.248 | 100,00% |
| Votos apurados          |                             |         |         |
| Votos válidos           | Votos válidos               | 123.248 | 91,75%  |
| Votos em branco         | Votos em branco             | 3.678   | 2,74%   |
| Votos nulos             | Votos nulos                 | 7.400   | 5,51%   |
| Total de votos apurados | Total de votos apurados     | 134.326 | 100,00% |
| Eleitores               |                             |         |         |
| Comparecimento          | Comparecimento              | 134.326 | 87,78%  |
| Abstenções              | Abstenções                  | 18.701  | 12,22%  |
| Total de eleitores      | Total de eleitores          | 153.027 | 100,00% |
| Total de seções: 416    |                             |         |         |